# Каламарія північна
Каламарія північна (Calamaria septentrionalis) — неотруйна змія з роду Каламарія родини Вужеві. Інша назва «гонконзька карликова змія».

## Опис
Загальна довжина досягає 45 см. Голова коротка, тупа, не виділяється на шиї. Тулуб тонкий та стрункий. Луска гладенька. Хвіст короткий, затуплений важко відрізняється від голови, може вести себе подібно їй, кидаючись у наступ. Спина темно—коричневого або чорного кольору, на шиї присутня декілька жовтувато—білих або бежевих плям, інша пара плям біля кінчика. На нижній частині хвоста є тонка чорна смуга.

## Спосіб життя
Полюбляє ліси, іноді можна зустріти на луках. Веде потайне життя, риючи ходи під землею, рідко виходить зі своєї нори. З'являється на поверхні зазвичай після дощу, особливо вночі. Харчується дощовими хробаками.
Це яйцекладна змія.

## Розповсюдження
Мешкає у китайських провінціях Гонконг, Хайнянань, Хенань, Гуйчжоу, північному В'єтнамі.